# آب‌انبار حاج غلامرضا
آب‌انبار حاج غلامرضا (ابوالفضل) مربوط به دوره قاجار است و در لار، خیابان آیت الله خامنه‌ای، خیابان هنگ واقع شده و این اثر در تاریخ ۱۹ مرداد ۱۳۸۴ با شمارهٔ ثبت ۱۲۷۷۰ به‌عنوان یکی از آثار ملی ایران به ثبت رسیده است.